# Představitelé S’-čchuanu
Představitelé S’-čchuanu stojí v čele správy provincie. V čele správy S’-čchuanu stojí guvernér (šeng-čang, 省长) řídící lidovou vládu S’-čchuanu (S’-čchuan-šeng žen-min čeng-fu, 四川省人民政府). Nejvyšší politické postavení v provincii má však tajemník s’čchuanského provinčního výboru Komunistické strany Číny, vládnoucí politické strany provincie i celého státu. K dalším předním představitelům S’-čchuanu patří předseda provinčního lidového shromáždění (zastupitelského sboru) a předseda provinčního výboru Čínského lidového politického poradního shromáždění (ČLPPS).
V politickém systému Čínské lidové republiky, analogicky k centrální úrovni, má příslušný regionální výbor komunistické strany v čele s tajemníkem ve svých rukách celkové vedení, lidová vláda v čele guvernérem (u provincie) nebo starostou (u města) řídí administrativu regionu, lidové shromáždění plní funkce zastupitelského sboru a lidové politické poradní shromáždění má poradní a konzultativní funkci.
Koncem roku 1949 komunisté ovládli celý S’-čchuan, od ledna 1950 jej rozdělili na čtyři provincie (severní, západní, východní a jižní S’-čchuan), které v srpnu 1952 sloučili do jedné provincie S’-čchuan. Roku 1955 byla k S’-čchuanu připojena provincie Si-kchang (západní část S’-čchuanu oddělená od něj roku 1939) a roku 1997 bylo ze S’-čchuanu vyčleněno město Čchung-čching s okolím.

## Tajemníci s’čchuanského provinčního výboru Komunistické strany Číny (od 1952)
S’čchuanské komunisty po roce 1952 vedl provinční výbor strany v čele s prvním tajemníkem. Po zřízení provinčního revolučního výboru v květnu 1968 jeho předseda stanul i v čele komunistů provincie. Od srpna 1971 opět fungoval provinční výbor strany v čele s prvním tajemníkem. Od roku 1980 v čele s’čchuanského provinčního výboru KS Číny stojí tajemník s několika zástupci tajemníka.
Ve sloupci „Další funkce“ jsou uvedeny nejvýznamnější úřady zastávané současně s výkonem funkce tajemníka s’čchuanského výboru strany, zejména jiné vrcholné s’čchuanské úřady, případně pozdější působení v politbyru a stálém výboru politbyra.
| Jméno (životní data)                 | Od            | Do            | Další funkce a poznámky |
| ------------------------------------ | ------------- | ------------- | --- |
| Li Ťing-čchüan (李井泉) (1909–1989)  | červenec 1952 | únor 1965     | předseda s’čchuanské provinční lidové vlády (1952–1955), předseda s’čchuanského provinčního výboru ČLPPS (1955–1965), místopředseda stálého výboru VSLZ (1965–1966 a 1975–1983) |
| Liao Č’-kao (廖志高) (1913–2000)     | únor 1965     | leden 1967    | předseda s’čchuanského provinčního výboru ČLPPS (1965–1967), později první tajemník fuťienského provinčního výboru KS Číny (1974–1980), a předseda fuťienského revolučního výboru (1974–1979) |
| Čang Kuo-chua (张国华) (1914–1972)   | srpen 1971    | únor 1972     | předtím první tajemník tibetského oblastního výboru KS Číny (1950–1951 a 1965–1967), předseda s’čchuanského revolučního výboru (1968–1972) |
| Liou Sing-jüan (刘兴元) (1908–1990)  | březen 1972   | říjen 1975    | předtím předseda kuangtungského revolučního výboru (1969–1972), a první tajemník kuangtungského provinčního výboru KS Číny (1970–1972), předseda s’čchuanského revolučního výboru (1972–1975) |
| Čao C’-jang (赵紫阳) (1919–2005)     | říjen 1975    | březen 1980   | předseda s’čchuanského revolučního výboru (1975–1979), kandidát (1977–1979) a člen politbyra ÚV KS Číny (1979–1989) později člen stálého výboru politbyra (1980–1989), předseda vlády ČLR (1980–1987), a generální tajemník ÚV KS Číny (1987–1989)                                                                                         |
| Tchan Čchi-lung (谭启龙) (1913–2003) | březen 1980   | únor 1983     | předtím první tajemník čeťiangského provinčního výboru KS Číny (1952–1954 a 1973–1977), šantungského provinčního výboru KS Číny (1961–1967), první tajemník čchingchajského provinčního výboru KS Číny (1977–1979) |
| Jang Žu-taj (杨汝岱) (1926–2018)     | únor 1983     | duben 1993    | člen politbyra ÚV KS Číny (1987–1992) |
| Sie Š’-ťie (谢世杰) (* 1934)         | duben 1993    | leden 2000    | předseda s’čchuanského provinčního lidového shromáždění (1998–2003) |
| Čou Jung-kchang (周永康) (* 1942)    | leden 2000    | prosinec 2002 | předtím ministr pozemkových a přírodních zdrojů (1998–1999), později ministr veřejné bezpečnosti (2002–2007), člen politbyra ÚV KS Číny (2002–2012) člen stálého výboru politbyra (2007–2012) |
| Čang Süe-čung (张学忠) (* 1943)      | prosinec 2002 | prosinec 2006 | předtím ministr personálu (2000–2002), předseda s’čchuanského provinčního lidového shromáždění (2003–2007) |
| Tu Čching-lin (杜青林) (* 1946)      | prosinec 2006 | listopad 2007 | předtím tajemník chajnanského provinčního výboru KS Číny (1998–2001), ministr zemědělství (2001–2006), předseda s’čchuanského provinčního lidového shromáždění (2007–2008), později vedoucí oddělení jednotné fronty ÚV KS Číny (2007–2012), místopředseda celostátního výboru ČLPPS (2008–2018), člen sekretariátu ÚV KS Číny (2012–2017) |
| Liou Čchi-pao (刘奇葆) (* 1953)      | listopad 2007 | listopad 2012 | předtím tajemník kuangsijského oblastního výboru KS Číny (2006–2007), předseda s’čchuanského provinčního lidového shromáždění (2008–2013), později člen politbyra ÚV KS Číny (2012–2017), člen sekretariátu ÚV KS Číny (2012–2017), místopředseda celostátního výboru ČLPPS (2018– )                                                       |
| Wang Tung-ming (王东明) (* 1956)     | listopad 2012 | březen 2018   | předseda s’čchuanského provinčního lidového shromáždění (2013–2019), později předseda Všečínské federace odborů (2018– ) a místopředseda stálého výboru VSLZ (2018– ) |
| Pcheng Čching-chua (彭清华) (* 1957) | březen 2018   | duben 2022    | předtím tajemník kuangsijského oblastního výboru KS Číny (2012–2018), předseda s’čchuanského provinčního lidového shromáždění (2019–2023) |
| Wang Siao-chuej (王晓晖) (* 1962)    | duben 2022    | úřadující     | předseda s’čchuanského provinčního lidového shromáždění (2023– ) |

## Guvernéři S’-čchuanu (od 1952)
Od prosince 1979 v čele civilní administrativy provincie S’-čchuan stojí guvernér řídící lidovou vládu provincie. Předtím od srpna 1952 do ledna 1955 provincii spravovala lidová vláda v čele s předsedou, poté lidový výbor v čele s guvernérem. Od května 1968 do prosince 1979 správu provincie vedl revoluční výbor S’-čchuanu v čele s předsedou.
| Jméno (životní data)                  | Od            | Do            | Další funkce a poznámky |
| ------------------------------------- | ------------- | ------------- | --- |
| Li Ťing-čchüan (李井泉) (1909–1989)   | září 1952     | leden 1955    | první tajemník s’čchuanského provinčního výboru KS Číny (1952–1965), předseda s’čchuanského provinčního výboru ČLPPS (1955–1965), místopředseda stálého výboru VSLZ (1965–1966 a 1975–1983)                                                           |
| Li Ta-čang (李大章) (1900–1976)       | leden 1955    | leden 1967    | první tajemník kuejčouského provinčního výboru KS Číny (1964–1965), později vedoucí oddělení jednotné fronty ÚV KS Číny (1975–1976) |
| Čang Kuo-chua (张国华) (1914–1972)    | květen 1968   | únor 1972     | zemřel v úřadu, předtím první tajemník tibetského oblastního výboru KS Číny (1950–1951 a 1965–1967), první tajemník s’čchuanského provinčního výboru KS Číny (1971–1972)                                                                              |
| Liou Sing-jüan (刘兴元) (1908–1990)   | březen 1972   | říjen 1975    | předtím předseda kuangtungského revolučního výboru (1969–1972), a první tajemník kuangtungského provinčního výboru KS Číny (1970–1972), první tajemník s’čchuanského provinčního výboru KS Číny (1972–1975)                                           |
| Čao C’-jang (赵紫阳) (1919–2005)      | říjen 1975    | prosinec 1979 | první tajemník s’čchuanského provinčního výboru KS Číny (1975–1980), kandidát (1977–1979) a člen politbyra (1979–1989) později člen stálého výboru politbyra (1980–1989), předseda vlády ČLR (1980–1987), a generální tajemník ÚV KS Číny (1987–1989) |
| Lu Ta-tung (鲁大东) (1915–1998)       | prosinec 1979 | prosinec 1982 | |
| Jang Si-cung (杨析综) (1928–2007)     | prosinec 1982 | květen 1985   | později tajemník chenanského provinčního výboru KS Číny (1985–1990), předseda s’čchuanského provinčního lidového shromáždění (1993–1998) |
| Ťiang Min-kchuan (蒋民宽) (1930–2012) | květen 1985   | leden 1988    | |
| Čang Chao-žuo (张皓若) (1932–2004)    | leden 1988    | únor 1993     | později ministr vnitřního obchodu (1993–1995) |
| Siao Jang (肖秧) (1929–1998)          | únor 1993     | únor 1996     | |
| Sung Pao-žuej (宋宝瑞) (1937–2022)    | únor 1996     | červen 1999   | |
| Čang Čung-wej (张中伟) (* 1942)       | červen 1999   | leden 2007    | |
| Ťiang Ťü-feng (蒋巨峰) (* 1948)       | leden 2007    | leden 2013    | |
| Wej Chung (魏宏) (* 1954)             | leden 2013    | leden 2016    | |
| Jin Li (尹力) (* 1962)                | leden 2016    | prosinec 2020 | později tajemník fuťienského provinčního výboru KS Číny (2020–2022), tajemník pekingského městského výboru KS Číny (2022– ) a člen politbyra ÚV KS Číny (2022– )                                                                                      |
| Chuang Čchiang (黄强) (* 1963)        | prosinec 2020 | červen 2024   | později tajemník ťilinského provinčního výboru KS Číny (2024– ) |
| Š’ Siao-lin (施小琳) (* 1969)         | červenec 2024 | úřadující     | žena |

## Předsedové s’čchuanského provinčního lidového shromáždění (od 1979)
| Jméno (životní data)                 | Od            | Do          | Další funkce a poznámky                                                                              |
| ------------------------------------ | ------------- | ----------- | --- |
| Tu Sin-jüan (杜心源) (1905–1985)     | prosinec 1979 | květen 1985 | předtím předseda s’čchuanského provinčního výboru ČLPPS (1977–1979)                                  |
| Che Chao-ťü (何郝炬) (1923–2023)     | květen 1985   | únor 1993   | |
| Jang Si-cung (杨析综) (1928–2007)    | únor 1993     | leden 1998  | předtím guvernér S’-čchuanu (1982–1985), tajemník chenanského provinčního výboru KS Číny (1985–1990) |
| Sie Š’-ťie (谢世杰) (* 1934)         | leden 1998    | leden 2003  | tajemník s’čchuanského provinčního výboru KS Číny (1993–2000)                                        |
| Čang Süe-čung (张学忠) (* 1943)      | leden 2003    | leden 2007  | tajemník s’čchuanského provinčního výboru KS Číny (2002–2006)                                        |
| Tu Čching-lin (杜青林) (* 1946)      | leden 2007    | leden 2008  | tajemník s’čchuanského provinčního výboru KS Číny (2006–2007)                                        |
| Liou Čchi-pao (刘奇葆) (* 1953)      | leden 2008    | leden 2013  | tajemník s’čchuanského provinčního výboru KS Číny (2007–2012)                                        |
| Wang Tung-ming (王东明) (* 1956)     | leden 2013    | leden 2019  | tajemník s’čchuanského provinčního výboru KS Číny (2012–2018)                                        |
| Pcheng Čching-chua (彭清华) (* 1957) | leden 2019    | leden 2023  | tajemník s’čchuanského provinčního výboru KS Číny (2018–2022)                                        |
| Wang Siao-chuej (王晓晖) (* 1962)    | leden 2023    | úřadující   | tajemník s’čchuanského provinčního výboru KS Číny (2022– )                                           |

## Předsedové s’čchuanského provinčního výboru Čínského lidového politického poradního shromáždění (ČLPPS, od 1955)
| Jméno (životní data)                | Od            | Do            | Další funkce a poznámky |
| ----------------------------------- | ------------- | ------------- | --- |
| Li Ťing-čchüan (李井泉) (1909–1989) | leden 1955    | prosinec 1965 | první tajemník s’čchuanského provinčního výboru KS Číny (1952–1965), předseda s’čchuanské provinční lidové vlády (1952–1955), místopředseda stálého výboru VSLZ (1965–1966 a 1975–1983) |
| Liao Č’-kao (廖志高) (1913–2000)    | prosinec 1965 | 1967          | první tajemník s’čchuanského provinčního výboru KS Číny (1965–1967) |
| Tu Sin-jüan (杜心源) (1905–1985)    | prosinec 1977 | prosinec 1979 | později předseda s’čchuanského provinčního lidového shromáždění (1979–1985) |
| Žen Paj-ke (任白戈) (1906–1986)     | prosinec 1979 | duben 1983    | |
| Jang Čchao (杨超) (1911–2007)       | duben 1983    | květen 1985   | |
| Feng Jüan-wej (冯元蔚) (1930–2019)  | květen 1985   | únor 1988     | iské národnosti |
| Liao Po-kchang (廖伯康) (* 1924)    | únor 1988     | únor 1993     | |
| Nie Žung-kuej (聂荣贵) (* 1932)     | únor 1993     | duben 2002    | |
| Čchin Jü-čchin (秦玉琴) (* 1943)    | duben 2002    | leden 2008    | žena |
| Tchao Wu-sien (陶武先) (* 1948)     | leden 2008    | leden 2013    | |
| Li Čchung-si (李崇禧) (* 1951)      | leden 2013    | leden 2014    | odvolán kvůli korupci |
| Kche Cun-pching (柯尊平) (* 1956)   | leden 2014    | leden 2022    | |
| Tchien Siang-li (田向利) (* 1963)   | leden 2022    | úřadující     | žena |